# فيلا تشليرا
فيلا تشليرا (بالإيطالية: Villa Celiera)‏ هي بلدية في مقاطعة بسكارا في إقليم أبروتسو الإيطالي.

## السكان
في سنة 1861 بلغ عدد السكان 1٬022 نسمة، وتطور العدد ليصل في سنة 2018 لـ 633 نسمة.
يظهر هذا المخطط البياني تطور النمو السكاني لـ فيلا تشليرا